# Regata dei cetacei
La Regata dei cetacei è la manifestazione velica annuale che si svolge nell'area marina protetta del Santuario dei Cetacei. È aperta a tutti e a tutte le barche delle varie classi veliche.

## Storia
Nata nel 2004 dall'iniziativa di due velisti Giovanni Soldini e Fabrizio Tellarini, entrambi vincitori di competizioni oceaniche in solitario, vede sin dall'inizio l'organizzazione del Circolo Vela Mare con sede a Viareggio e numerose società, organizzazioni e associazioni.
Vanta il patrocinio di importanti Enti, Ministeri e Istituzioni e vede la stretta collaborazione del Ce.Tu.S. che inoltre fornisce, tra l'altro, le schede di avvistamento cetacei alle barche a vela.
La manifestazione ha come scopo primario la conoscenza e la salvaguardia delle risorse naturali e della fauna marina presente nel Santuario, stimato in circa seimila cetacei e ventimila mammiferi marini. È previsto inoltre un concorso grafico rivolto alle scuole per la sensibilizzazione dei giovani sulla delicatezza dell'ecosistema marino, che premia i vincitori con una giornata in barca per l'avvistamento cetacei con i biologi marini del Ce.Tu.S.
La regata prevede vari livelli di difficoltà e impegno in termini di miglia e tempo. È possibile partecipare con barche proprie o come membro d'equipaggio, su diverse imbarcazioni.
Prevede più percorsi in tre momenti distinti:
- ACT 1 in marzo/aprile:
La rotta d'altura delle Balene: Viareggio - Isola del Tino - Isola della Giraglia (Corsica) - Viareggio pari a circa 150 miglia.
La rotta costiera dei Delfini suddivisa in due prove:
  - Prima prova: Viareggio - Livorno - Viareggio pari a circa 35 miglia nautiche.
  - Seconda prova: Viareggio - Forte dei Marmi - Viareggio pari a circa 15 miglia nautiche.
- ACT 2 in agosto:
Regata riservata alle derive (monoscafi e catamarani) su percorso triangolare davanti a Lido di Camaiore.
- ACT 3 in maggio
Notturna sul percorso Viareggio - Isola della Capraia pari a circa 55 miglia.